# جولیوس چان
جولیوس چان (انگلیسی: Julius Chan; ۲۹ اوت ۱۹۳۹ – ۳۰ ژانویهٔ ۲۰۲۵) سیاستمدار اهل پاپوآ گینه نو بود. وی ۳ بار در سال‌های ۱۹۸۰ تا ۱۹۸۲، ۱۹۹۴ تا ۱۹۹۷ و در ۱۹۹۷ نخست‌وزیر پاپوآ گینه نو بود.
جولیوس چان در ۳۰ ژانویه ۲۰۲۵، در ۸۵ سالگی در حوریس، استان نیو ایرلند درگذشت.